# Chór Kameralny „Ab Imo Pectore”

## Historia
Chór Kameralny Ab Imo Pectore pod kierownictwem Mariusza Latka powstał w 2006 roku. Zespół wykonuje głównie utwory a cappella różnych epok – od renesansu po muzykę współczesną. Sięga po dzieła polskich i zagranicznych kompozytorów. Chór koncertuje w całej Polsce, spotykając się z dużym zainteresowaniem słuchaczy.
W 2011 roku z okazji 400. rocznicy śmierci Tomása Luisa de Victorii zespół przygotował projekt „Muzyka hiszpańska w liturgii”. Przy współpracy z Instytutem Cervantesa w Warszawie i innymi ośrodkami chór wykonał cykl koncertów, wzbogaconych okazem multimedialnym i komentarzem hiszpańskiego zakonnika, o. Emilio Cardenasa.

## Osiągnięcia i nagrody
- II Ogólnopolski Konkurs Ars Liturgica w Toruniu 2006 – III miejsce
- III Ogólnopolski Konkurs Pieśni Pasyjnej w Bydgoszczy 2007 – srebrny dyplom
- III Ogólnopolski konkurs Ars Liturgica w Gnieźnie 2009 – III miejsce
- IV Ogólnopolski Konkurs Pieśni Pasyjnej w Bydgoszczy 2009 – srebrny dyplom
- VI Festiwal Muzyki Chóralnej Mater Misericordiae w Ząbkach 2011 – srebrny dyplom
- V Ogólnopolski Konkurs Chóralny im. Wacława  z Szamotuł 2011 – brązowy dyplom
- V Ogólnopolski konkurs Ars Liturgica w Gnieźnie 2012 – brązowy dyplom
- VIII Międzynarodowy Festiwal Rybnicka Jesień Chóralna im. Henryka Mikołaja Góreckiego w Rybniku 2012 – srebrny dyplom
- nagroda honorowa Miasta i Gminy Ożarów Mazowiecki „Felicja”
- VI Ogólnopolski Konkurs Pieśni Pasyjnej w Bydgoszczy 2013 – złoty dyplom
- VIII Festiwal Muzyki Chóralnej Mater Misericordiae w Ząbkach 2013 – 1. miejsce
- II Ogólnopolski Konkurs Chórów im. św. Jana Bosko 2013 – 1. miejsce
- VI Ogólnopolski konkurs Ars Liturgica w Gnieźnie 2014 – złoty dyplom i nagrodę specjalną wojewody wielkopolskiego.
- VII Ogólnopolski Konkurs Pieśni Pasyjnej w Bydgoszczy 2015 – Złoty Dyplom w kategorii chóry kameralne i nagroda specjalna miasta Bydgoszcz.
- XI Międzynarodowy Festiwal Rybnicka Jesień Chóralna  2015 im. Henryka Mikołaja Góreckiego – Złoty dyplom i 1. miejsce w kategorii chórów kameralnych.

## Repertuar
Zespół wykonuje głównie religijne utwory a cappella różnych epok, autorstwa polskich i zagranicznych kompozytorów, takich jak: Cyprian Bazylik, Giovanni Pierluigi da Palestrina, Tomás Luis de Victoria, Marc Antonio Ingegneri, Antonio Lotti, Grzegorz Gerwazy Gorczycki, Michael Haydn, Anton Bruckner, Józef Świder, Romuald Twardowski, czy György Deák-Bárdos. W repertuarze chóru znajdują się również utwory na chór, organy i partie solowe, wykonywane gościnnie przez artystów Filharmonii Narodowej w Warszawie.